# Калуско д'Ада
Калуско д'Ада (на италиански: Calusco d'Adda) е град и община в Северна Италия.

## География
Градът е разположен на река Ада в провинция Бергамо на област Ломбардия, отстоящ на 16 километра от град Бергамо и на 45 км от град Милано. Има население от 8295 жители по данни от преброяването през 2011 г.

## Забележителности
- Църква „Сан Феделе“

## Личности
Родени
- Патрицио Гамбиразио (р. 1961), италиански колоездач

## Побратимени градове
- Волмьоранж ле Мин, Франция